# 22 جمادى الأولى
- السبت
- الأحد
- الاثنين
- الثلاثاء
- الأربعاء
- الخميس
- الجمعة

- 302 نوفمبر 2024
- 13 نوفمبر 2024
- 24 نوفمبر 2024
- 35 نوفمبر 2024
- 46 نوفمبر 2024
- 57 نوفمبر 2024
- 68 نوفمبر 2024
- 79 نوفمبر 2024
- 810 نوفمبر 2024
- 911 نوفمبر 2024
- 1012 نوفمبر 2024
- 1113 نوفمبر 2024
- 1214 نوفمبر 2024
- 1315 نوفمبر 2024
- 1416 نوفمبر 2024
- 1517 نوفمبر 2024
- 1618 نوفمبر 2024
- 1719 نوفمبر 2024
- 1820 نوفمبر 2024
- 1921 نوفمبر 2024
- 2022 نوفمبر 2024
- 2123 نوفمبر 2024
- 2224 نوفمبر 2024
- 2325 نوفمبر 2024
- 2426 نوفمبر 2024
- 2527 نوفمبر 2024
- 2628 نوفمبر 2024
- 2729 نوفمبر 2024
- 2830 نوفمبر 2024
- 291 ديسمبر 2024
- 12 ديسمبر 2024
- 23 ديسمبر 2024
- 34 ديسمبر 2024
- 45 ديسمبر 2024
- 56 ديسمبر 2024

22 جُمادى الأولى أو 22 جُمادی‌ الاَوَّل أو يوم 22 \ 5 (اليوم الثاني والعشرون من الشهر الخامس) هو اليوم الأربعون بعد المائة (140) من أيَّام السنة (أو الحادي والأربعون بعد المائة لو كان شهر ربيع الآخر مُتممًا لليوم الثلاثين أو الثاني والأربعون بعد المائة لو أتم كلًا من صفر وربيع الآخر ثلاثين يومًا) وفق التقويم الهجري القمري (العربي). يبقى بعده 214 أو 215 يومًا لانتهاء السنة.

## أحداث
- 950 هـ - قوات الدولة العثمانية بقيادة خير الدين بربروس تحاصر مدينة نيس الفرنسية.
- 1010 هـ - الجيش العثماني بقيادة حسن باشا اليميشجي ينتصر على جيش ألماني ضخم مكون من مائة ألف جندي، ويحوز غالبية مهمات الجيش الألماني الذي كان يحاصر العثمانيين لمدة 69 يوما في مدينة «قانيجة».
- 1335 هـ - إحدى قطعات الجيش العثماني تصل إلى خانقين منسحبة من بغداد بعد دخول القوات البريطانية إليها، حيث أخفق «خليل باشا» في إعداد خنادق تمتد من الكوت إلى بغداد ليحتمي بها جيشه وإستغلت بريطانيا هذه الأسباب فضلًا عن إن القوات العثمانية كانت قليلة وما تعرضت له من هزائم متكررة بعد معارك الكوت التي إستطاعت بريطانيا تحقيق الغلبة فيها على القوات العثمانية مما أشعر العثمانيين بضرورة الانسحاب من بغداد.
- 1377 هـ - تأسيس الهلال الأحمر المغربي.
- 1378 هـ - إندونيسيا تؤمم المصالح الهولندية في أراضيها.
- 1415 هـ - توقيع معاهدة السلام الأردنية الإسرائيلية المعروفة باسم «اتفاقية وادي عربة».
- 1423 هـ - كتائب القسام تقوم بعملية الجامعة العبرية بتفجير قنبلة في كافتيريا مما أسفر عن مقتل 9 أشخاص.
- 1425 هـ - محكمة العدل الدولية بلاهاي تقضي بعدم قانونية الجدار الفاصل الذي تبنيه إسرائيل، بالضفة الغربية، وطالبت المحكمة بإزالته وتعويض الفلسطينيين عن الخسائر التي تكبدوها.
- 1430 هـ - الكويتيون يتوجهون لصناديق الاقتراع لاختيار ممثليهم في مجلس الأمة للمرة الثالثة عشر في تاريخ الكويت والثالثة خلال ثلاث سنوات.
- 1431 هـ - الإعلان عن وفاة رئيس نيجيريا عمر يارادوا بعد صراع طويل مع المرض قام خلالها بتسليم السلطة لنائبة غودلاك جوناثان.
- 1437 هـ - الحكومة الأردنية تعلن مقتل رجل أمن أردني وإصابة عناصر امن آخرين خلال اشتباكات بين مسلحين «ينتمون لتنظيم إرهابي» ورجال الأمن استمرت لساعات في مدينة إربد شمال المملكة.
- 1442 هـ - قادة ورؤساء وفود القمة الخليجية في العلا في السعودية يوقعون على وثيقة مبادئ تؤسس لإنهاء الأزمة الدبلوماسية مع قطر التي استمرت لأكثر من ثلاثة أعوام.

## مواليد
- 586 هـ - عبد العزيز بن محمد الأنصاري، وزير وشاعر وکاتب شامي.
- 1324 هـ - فردوس محمد، ممثلة مصرية.
- 1334 هـ - صبري عياد، ممثل ومخرج ليبي.
- 1337 هـ -
  - تحية كاريوكا، راقصة شرقية وممثلة مصرية.
  - المهدي بنونة، صحفي وسياسي ودبلوماسي مغربي.
- 1338 هـ - فاروق الأول، ملك مصر.
- 1345 هـ - سعيد السبع، ضابط سابق وسياسي فلسطيني.
- 1368 هـ - ياسين إسماعيل ياسين، مخرج مصري.
- 1374 هـ - فارس بويز، سياسي لبناني.
- 1380 هـ -
  - فهد سعد العبد الله الصباح، نجل أمير دولة الكويت الرابع عشر الشيخ سعد العبد الله السالم الصباح.
  - لوسي، ممثلة وراقصة شرقية مصرية.
- 1384 هـ - خالد يوسف، مخرج مصري.
- 1400 هـ -
  - هشام عبد الرحمن، مغني وإعلامي سعودي.
  - إيمان السيد، ممثلة مصرية.
- 1403 هـ - أندرانيك تيموريان، لاعب كرة قدم إيراني.

## وفيات
- 578 هـ - أحمد بن علي الرفاعي، شيخ متصوف وصاحب الطريقة الرفاعية.
- 1109 هـ - عبد الكريم بن سعدي الغزي، فقيه شافعي وأصولي.
- 1339هـ - عبد اللطيف بن عبد الرحمن الملا، قيه حنفي وقاضي سعودي.
- 1373 هـ - محمد علي قسام، خطيب ديني وشاعر عراقي.
- 1390 هـ - عبد الرحمن الوكيل، أحد أعضاء جماعة أنصار السنة المحمدية في مصر.
- 1418 هـ - محمد سلمان، ممثل ومخرج لبناني.
- 1427 هـ - أحمد نبيل الهلالي، محامي مصري.
- 1431 هـ - عمر يارادوا، رئيس نيجيريا.
- 1435 هـ -
  - سعاد عبد الله، مطربة عراقية.
  - هلال الأسد، قائد عسكري سوري.
- 1436 هـ - حارث الضاري أمين عام هيئة علماء المسلمين العراقية سابقًا.

## وصلات خارجية
- صحيفة اليوم: حدث في مثل هذا اليوم.
- موقع قصة الإسلام: حدث في شهر جُمادى الأولى.